# 程村遗址
程村遗址，位于山西省运城市临猗县庙上乡程村东，是中华人民共和国全国重点文物保护单位之一。
1996年1月12日，公布为山西省文物保护单位，编号3-20。2013年5月公布为全国重点文物保护单位，是一座古遗址。